# 모에스고르 박물관

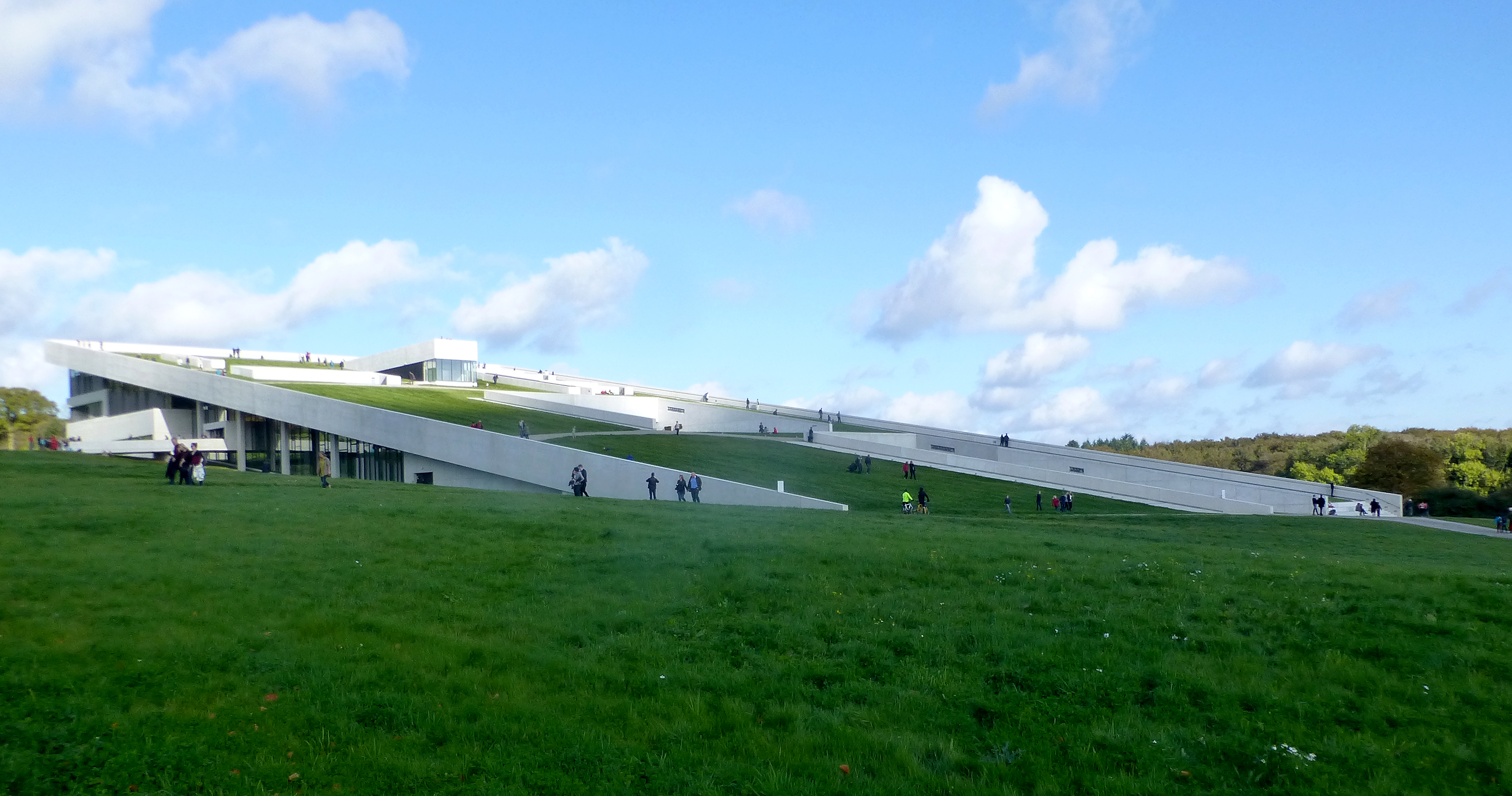
모에스고르 박물관의 외관

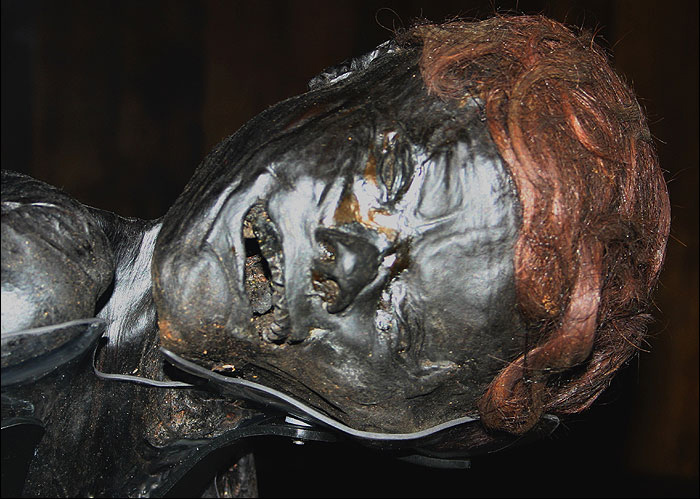
그라우벨레 만의 머리

모에스고르 박물관(영어: Moesgaard Museum)은 덴마크 오르후스 호이비에르(Højbjerg)에 있는 박물관이다. 기원전 3세기의 잘 보존된 인간 화석 그라우벨레 만(Grauballe Man)이 유명하다.